# LG Optimus L7
LG Optimus L7 (P700/P705) 是韓國樂金電子於2012年推出的中高階智慧型手機。其特色曾為LG於2012年推出的「L Style系列」螢幕最大之款式(現螢幕最大是LG Optimus L9)。

## 規格[1]
- 網絡制式：GSM 850/900/1800/1900,HSDPA 900/1900/2100
- 螢幕：4.3" IPSLCD 800x480
- 處理器：Qualcomm MSM7227A, 1GHz 單核心處理器
- 記憶體：512MB RAM / 4GB ROM
- 系統：Android OS, v4.0.3 (Ice Cream Sandwich) 可更新4.1.2(jelly bean)
- 相機：500萬畫素+30萬畫素（配備LED閃光燈）
- 電池：1700 mAh 鋰電池
- 重量：122g
- 尺寸及厚度：125.5 x 67 x 8.7 mm
- 産地：